# كارلوس أدريانو دي جيسوس سواريس
كارلوس أدريانو دي جيسوس سواريس (بالبرتغالية: Carlos Adriano de Jesus Soares‏) (مواليد 10 أبريل 1984)، هو لاعب كرة قدم سابق كان يلعب كمهاجم.

## وصلات خارجية
- كارلوس أدريانو دي جيسوس سواريس على موقع رابطة كرة القدم اليابانية للمحترفين (اليابانية)
- كارلوس أدريانو دي جيسوس سواريس على موقع Soccerway.com (الإنجليزية)
- كارلوس أدريانو دي جيسوس سواريس على موقع عالم كرة القدم.نت (الإنجليزية)